# Операция Excess
Операция «Excess» / MC.4 — крупная конвойная операция состоящая из нескольких операций, в совокупности известных под данным общим наименованием, проводимая британскими ВМС на Средиземном море в первой половине января 1941 года. Один из серии так называемых Мальтийских конвоев. Основной целью операции являлась проводка конвоя в составе 4-х судов (одно из них, Essex, предназначалось для Мальты), следующего из Великобритании в Пирей, Греция. Проводку конвоя от Гибралтара до Мальты обеспечивало Соединение H вице-адмирала Джеймса Сомервилла. Одновременно, Средиземноморский флот, под командованием адмирала Эндрю Каннингэма выполнял рад операций, включая операцию «MC.4» — так начинал наименоваться конвой «Excess» после прохождения Мальты, проводку быстроходного конвоя «MW-5½» из двух судов на Мальту, вывод двух конвоев пустых судов с Мальты тихоходного ME-6 (5 судов и 2 танкера) и быстроходного ME-5½ (2 судна) в Восточное Средиземноморье и два конвоя в Эгейском море и ряд других действий. В дальнейшем, флот должен был поддержать операцию «MC.6», целью которой являлись атакующие действия вражеского судоходства у итальянского побережья.
Данная операция стала первой, которой на Средиземном море противостояли авиационные силы Германии. Незадолго до начала операции, из Норвегии на аэродромы Сицилии был переброшен X авиакорпус люфтваффе.

## Ход операции

### Обстановка на театре действий
К январю 1941 года Италия в Северной Африке терпела серьезное поражение от войск Великобритании, оставив большую часть Киренаики. Это не могло не сказаться на действиях итальянской авиации над морем. Итальянский флот, после атаки Таранто, в ходе которой из строя было выведено 3 линкора, потерял даже численное превосходство на море. Сам флот с декабря находился в стадии реорганизации. К тому же на его активности начинала сказываться нехватка топлива, собственными запасами которого Италия не располагала. В то же время, начало боев в Греции и решение Великобритании об оказании активной помощи грекам, в том числе и войсками, требовало их усиления и снабжения. Складывающаяся обстановка выглядела перспективной и британским правительством было принято решение провести срочный конвой в Грецию непосредственно из Великобритании через Средиземное море. Попутно, обеспечивалась доставка подкреплений и срочных грузов на Мальту. Сложная комбинированная операция разрабатывалась совместно с командующим Средиземноморским флотом адмиралом Эндрю Канингемом и командующим Соединением «H» вице-адмиралом Джеймсом Сомервилом. Соединение Н обеспечивало прикрытие конвоя от возможных атак итальянского флота до Сицилийских узостей, которые предполагалось пройти ночью и в районе Мальты встречалось Средиземноморским флотом, который обеспечивал сопровождение конвоя на дальнейшем участке маршрута. При этом британскими командирами учитывалась возможность воздушных атак итальянской авиации, но серьезно в расчет не бралась, учитывая её предыдущие успехи, а также наличии в обоих британских соединениях авианосцев.
В то же время британскими командующими не был учтен новый фактор. Обеспокоенный неудачами итальянцев на Средиземном море, Гитлер принял решение о переброске авиационных частей, а позже и войск, на данный театр боевых действий. Первым, на аэродромы Сицилии в декабре 1940 года начали прибывать части 10-го авиакорпуса. В состав авиакорпуса вошли подразделения, зарекомендовавшие себя наилучшим образом в ходе норвежской и французской кампаний:
- II./KG26 — 29 бомбардировщиков He.111H;
- I./StG1 и II./StG2 — 54 пикирующих бомбардировщика Ju.87R
- III./ZG26 — 24 двухмоторных истребителя Bf.110С.

### 6 января, понедельник
Восток
В этот день, в бухту Суда пришло Соединение «B», вышедшее из Александрии накануне и состоящее из крейсеров Gloucester, Southampton и эсминцев Ilex и Janus. Здесь крейсера Соединения «B» погрузили на борт 500 человек из состава армейских частей и персонала RAF и направились на Мальту, попутно прикрывая конвой в Пирей, следующий из восточного Средиземноморья.
Запад
Конвой из Великобритании, состоящий из 4 судов: Clan Cumming, Clan Macdonald, Empire Song и Essex, пришёл в точку западнее Гибралтара в 16:00 6 января, сопровождаемый Соединением «F»: крейсер Bonaventure и эсминцы Jaguar, Hasty, Hereward, Hero. Из этих судов три следовали транзитом в Пирей, а на Мальту шёл только Essex с грузом в 4000 тонн боеприпасов, 12 истребителей Hurricane и 3000 тонн семенного картофеля для острова. Соединение легло на курс через пролив и прошло его после наступления темноты, чтобы избежать обнаружения иностранными агентами, располагающимися на берегу пролива.

### 7 января, вторник
Запад
В качестве прикрытия конвоя, из Гибралтара вышло Соединение «H» в составе: линейный крейсер Renown, линкор Malaya, авианосец Ark Royal, крейсер Sheffield и 6 эсминцев: Faulknor, Firedrake, Forester, Fortune, Fury, Foxhound. На борту авианосца находилось 5 из 6 торпедоносцев Суордфиш из состава звена «Y» 821-й эскадрильи FAA, доставленных в Гибралтар в ходе одной из предыдущих поставок самолётов из Великобритании.
Итальянцы обнаружили выход Соединения «H», но не зная истинных целей его выхода и определив в его составе наличие авианосца, предположили, что это очередная доставка самолетов на остров, запускаемых обычно британцами из точки южнее Балеарских островов. Уверенность в этом, а также отсутствие разведывательных контактов с Соединением на следующий день, не вызвали адекватных ответных действий со стороны итальянского флота.
Восток
Соединение «B» оставило сопровождаемый им конвой в Пирей и покинув Эгейское море самостоятельно направились на Мальту с перевозимыми на борту войсками. В течение дня кораблями соединения было обнаружено пять плавающих мин. Идя без дальнейших происшествий, соединение взяло курс на проход южнее банки Медины и в 22:00 оно находилось на позиции 34°30′ с. ш. 14°50′ в. д., а курс заранее был изменён на 320°.
Соединение «C», в составе флотского танкера Brambleleaf в сопровождении корветов типа Флауэр: Peony, Gloxinia, Hyacinth и Salvia направлялось в бухту Суда.
Соединение «D»: Крейсера Orion и York с командующим легкими силами вице-адмиралом Придхэм-Уипеллом во главе, оставило Александрию в 03:00, чтобы прикрыть прохождение Brambleleaf через пролив Касо. Крейсера Ajax и Perth, сопровождавшие предыдущий конвой, покинули Пирей идя на встречу с Соединением «D» в бухту Суда.
Основные силы флота, во главе с командующим флотом (Каннингем), под наименованием Соединение «A», состоящего из линкоров Warspite (флагман) и Valiant, авианосца Illustrious и 7 эсминцев: Dainty, Gallant, Greyhound, Griffin, Jervis, Mohawk, Nubian отплыло в 05:00 из Александрии. Позицией командующего флотом на 08:00 была точка 31°33′ с. ш. 29°16′ в. д., флот двигался курсом 345° на 17 узлах. Флот вышел в новый поход сразу после оказания поддержки войскам в районе Бардии, обстрел которой линкорами был произведен 5 января.
Конвой M.W.5½ состоящий из транспортов Breconshire и Clan Macaulay в сопровождении крейсера Calcutta, и эсминцев Diamond и Defender, вышел из Александрии на Мальту в 14:00.
С главными силами не происходило каких-либо событий до 16:40, когда радаром по пеленгу 037°, на расстоянии 32 миль был обнаружен вражеский самолет. После визуального обнаружения самолета, стоявшие на палубе Illustrious истребители взлетели на перехват, но опоздали и самолет улетел, успев доложить об обнаружении соединения «A». Самолет также обнаружил Brambleleaf и сопровождавшие его корветы. В связи с чем, Каннингем направил самолет к Peony с приказом последнему совершить резкое изменение курса, для избежания возможных атак торпедоносцев.
Две группы самолетов приблизились к флоту во второй половине дня, но их атаку сорвали истребители Фулмар, поднятые с авианосца. Вторую группу заметили и сообщили по флоту в 17:20. Позиция Каннингема на 18:00 была 33°33′ с. ш. 27°25′ в. д., курс 290°, скорость 19 узлов.
Вскоре после наступления темноты, в 18:28, радаром, по пеленгу 130 был обнаружен самолет противника. Этот самолет, однако, пересек курс флота позади, не приближаясь ближе чем на 15 миль к флоту. В течение оставшегося времени суток более не происходило никаких инцидентов и флот Каннингема в полночь располагался в точке 34°13′ с. ш. 25°26′ в. д..
Соединение «C»: танкер Brambleleaf и корветы прошли пролив Касо без происшествий. Несколько плавающих мин было замечено к югу от пролива Касо, две из которых потопил корвет Peony.

### 8 января, среда
Запад
В этот день линкор Malaya и эсминцы Firedrake и Jaguar усилили конвой Essex, войдя в его непосредственное охранение. Само Соединение «H» продолжало движение впереди по курсу и севернее, в качестве прикрытия. В течение суток не происходило никаких контактов.
Мальта
Ночью бомбардировщики Веллингтон с Мальты совершили налет на Неаполь, в ходе которого линкор Джулио Чезаре был поврежден двумя близкими разрывами и был вынужден уйти на 20-ти дневный ремонт в Геную. Таким образом, противодействовать британской операции могли только линкор Витторио Венето, пару которому мог составить не окончивший боевую подготовку линкор Андреа Дориа.
Соединение «B» прибыло на Мальту утром, выгрузило доставленные войска и заправилось. Вечером оно отправилось на рандеву с Соединением «H», за исключением эсминца Janus, оставшегося в доке на Мальте. В то же время, так же вечером, австралийские крейсер Sydney и эсминец Stuart вышли с Мальты, чтобы присоединиться к Соединению «A», направившись к югу от банки Медины через позицию 34°56′ с. ш. 17°20′ в. д..
Крит
Соединение «C»: танкер Brambleleaf и корветы прибыли рано утром в бухту Суда. Корветы заправились и самостоятельно направились к Мальте.
Соединение «D». Крейсера Ajax и Perth присоединились к крейсерам вице-адмирала Придхэм-Уипелла в бухте Суда в 08:00, а затем объединенное Соединение отплыло, чтобы прикрыть прохождение корветов.
Позиция Каннингема в 08:00 располагалась в точке 35°30′ с. ш. 23°12′ в. д., в 09:00 главные силы вошли в пролив Антикитира. Соединение «D» и корветы были встречены им выходящими из бухты Суда, в которую эсминцы главных сил вошли в 12:30. После заправки эсминцев британский флот снова отплыл в 14:00.
В этот момент британская разведка выдала Канингему дислокацию итальянского флота: В Таранто находились 1 линкор типа Кавур, 4 крейсера и 2 эсминца; в Неаполе — 1 линкор типа Литторио и 2 типа Кавур (что указывало на наличие в строю у Итальянцев трех линкоров); в Мессине 3 крейсера и 3 эсминца; в Кальяри — 2 эсминца; в Трапани — 4 эсминца.
В 15:37 британская разведывательная летающая лодка из 201-й группы донесла Канингему об обнаружении конвоя из 4 торговых судов и 1 госпитального судна на позиции 33°06′ с. ш. 22°04′ в. д., следующих курсом 270°. Однако этот конвой находился за пределами радиуса действия ударной группы Illustrious. Главные силы прошли пролив Антикитира в 18:00. В полночь позиция Каннингема находилась в точке 35°54′ с. ш. 21°44′ в. д., флот держал генеральный курс 280°.

### 9 января, четверг
Восток
В течение ночи не произошло никаких инцидентов. В 03:00 курс британского флота был изменён до 260°, а в 07:30 были подняты самолеты на воздушную разведку в секторе 280° — 310°. Позиция Каннингема на 08:00 располагалась в точке 35°51′ с. ш. 19°05′ в. д..
В 10:30 к Каннингему присоединились командующий легкими силами вице-адмирал Придхэм-Уипелл, с крейсерами Соединения «D» сопроводившими корветы к Мальте, а также пришедшие с Мальты Sydney и Stuart.
Приказом Каннингема от 10:39 была введена в действие Операция «MC.6», но наступательные действия в Центральном Средиземноморье пришлось отменить после последующего на следующий день повреждения авианосца Illustrious. Однако контр-адмирал Роулингс, командующий 1-й линейной эскадрой, остался в море с Соединением «X»: линкор Barham, авианосец Eagle и 5 эсминцев, намереваясь осуществить атаку авианосными самолетами островов Додеканес, а также с целью нарушить вражеское судоходство у побережья Киренаики, однако ухудшившаяся позже погода не позволила осуществить эти операции.
Примерно в это же время радаром был обнаружен самолет-разведчик, который также визуально заметили с кораблей флота. Фулмарам не удалось перехватить его из-за низкой облачности, и в 11:40 самолет благополучно передал детальное сообщение о флоте.
По возвращении из разведки первого поискового патруля, который ничего не обнаружил, британский авианосец в 11:30 отправил вооруженную разведгруппу состоящую из 6 Суордфишей, для поиска и атаки конвоев на маршруте Триполи — Бенгази от точки в 50 км к востоку от Триполи до точки в 60 милях к востоку от Рас-Мисурата. В полдень позиция командующего располагалась в точке 35°40′ с. ш. 17°45′ в. д., генеральный курс 230°. В 12:40 Sydney и Stuart были отправлены в Александрию. В 13:30 легкие силы вице-адмирала Придхэм-Уипелла (Соединение «D»), были выделены для общего прикрытия конвоев и обеспечения зенитной поддержки конвою «ME-6» следующим днем.
Запад
Ночью Ark Royal запустил свои пять Суордфишей, оснащенные подвесными баками, которые благополучно прибыли на Мальту рано утром, усилив оборону острова.
Корабли Соединения «H» были обнаружены итальянскими самолетами в 11:40 примерно в 100 милях юго-западнее мыса Спартивенто. Это стало полной неожиданностью для итальянцев, не ожидавших противника в данном месте, поскольку в предыдущий день контакты с соединением не происходили. Но итальянцы среагировали моментально. Против конвоя были задействованы несколько торпедных катеров, скрывающихся у Тунисского побережья в районе мыса Бон (позже их были вынуждены отозвать их из-за ухудшившийся погоды), а также направили из Трапани, в район острова Пантеллерия два миноносца.
После полудня итальянцы атаковали Соединение «H» десятью бомбардировщиками SM.79, вылетевшими с Сардинии. В 13:20 их, подходящих с северного направления, обнаружил радар с крейсера Sheffield и на перехват были подняты Фулмары из 800-й эскадрильии с Ark Royal. Британские истребители атаковали и сбили два SM.79. Успех праздновали лейтенант-командер R.C. Tillard и лейтенант M.F. Somerville. Остальные бомбардировщики безрезультатно сбросили свои бомбы на корабли, добившись близких разрывов, но не причинивших повреждений. Состоявшееся позднее атака 15 Fiat CR.42, несших 100 кг бомбы, также не имела успеха.
Соединение «B»: крейсера Gloucester, Southampton и эсминец Ilex — встретило в сумерках конвой, который сменил теперь свое наименование на MC.4 (согласно наименованию операции, проводимой Средиземноморским флотом), усилив его эскорт. Соединение «H» в 15:30 развернулось и направилось обратно, в Гибралтар, куда и прибыло благополучно вечером 11 января.

### 10 января, пятница
Для перехват конвоя у итальянцев в море имелись только легкие силы, высланные в море и подводные лодки. Подводная лодка Settimo смогла выйти в торпедную атаку, но промахнулась.
В 07:20 утра, ещё в темноте, по носу конвоя были замечены два итальянских миноносца: Circe и Vega, опознанных британцами, как эсминцы. Эсминец Jaguar и слегка отставший Bonaventure пошли на перехват итальянцев. На рассвете последовал бой, в котором также участвовали Southampton и Hereward. Bonaventure и Hereward, находясь в пределах видимости итальянского острова Пантеллерия, активно вели огонь с близкого расстояния, повреждая и поджигая итальянские корабли. Southampton и Jaguar вскоре вернулись к конвою. Бой отличался плотностью огня британских кораблей с огромным расходом боеприпасов (только Bonaventure истратил около шестисот 133-мм снарядов). В 08:10 один из вражеских «эсминцев» взорвался, будучи торпедирован эсминцем Hereward и затонул. Второй прорвался на северо-запад на высокой скорости. Потопленным эсминцем оказался миноносец Vega. Крейсер Bonaventure в бою получил лишь легкие повреждения (попадание одного снаряда), потеряв 2-х членов экипажа убитыми.
В то же время, главные силы в 04:30, находились на позиции в точке 35°56′ с. ш. 13°20′ в. д., где курс был изменён до 290° на рандеву с конвоем «Excess». В 07:41 был получен доклад с Bonaventure, который находился на позиции в точке 36°29′ с. ш. 12°10′ в. д., о том, что он заметил два вражеских эсминца по курсу 010° на расстоянии 3 мили, а в 07:56 командир 3-й эскадры крейсеров контр-адмирал Ренауф (E, de F Renouf) сообщил, что Southampton, Bonaventure, Jaguar и Hereward вступили в бой.
Вспышки залпов в начале этого боя были замечены на флагманском Warspite. Флот продолжил движение на запад, чтобы прибыть к месту боя, пройдя близко от конвоя «Excess» и южнее его в 08:00. Встреча с конвоем «Excess» состоялась в точке 36°28′ с. ш. 12°11′ в. д.. В 08:15 авианосцем Illustrious был поднят истребительный патруль из 6 самолетов и разведчики, осуществляющие воздушный поиск в секторе 280° — 310°. Генеральный курс движения флота был изменён в 08:20 на курс 140°, встав в кильватер конвою.
В 08:34, в точке с координатами 36°27′ с. ш. 12°11′ в. д., эсминец Gallant, из состава основных сил флота, подорвался на мине итальянского минного заграждения 7.AN и потерял носовую оконечность. Повреждения были серьезными, потери в экипаже составили 65 человек погибшими, но эсминец удержался на плаву. Он был взят на буксир эсминцем Mohawk, а подошедший Bonaventure и эсминец Griffin остались прикрывать их, в то время как эсминцы Hereward и Jaguar присоединились к эскорту флота. Вскоре после этого два итальянских торпедоносца вышли на поврежденные корабли и безуспешно атаковали торпедами Bonaventure. В 10:00 крейсера Gloucester и Southampton также были отправлены обратно, для усиления сопровождения поврежденного Gallant’а.
Остальной флот, до полудня, продолжал оставаться вблизи конвоя, когда на него последовали массированные атаки вражеской авиации. До этого, одним из патрульных противолодочных самолетов, на расстоянии около 5 миль от Пантеллерии, был замечен миноносец типа Spica, которого он атаковал противолодочными бомбами, доложив о близких разрывах.
Тем же утром у Мальты происходило следующее движение британских кораблей и судов:
- конвой «MW-5», не подвергшись в пути атакам, благополучно прибыл на остров в 08:00;
- тихоходный конвой «ME-6», включавший тихоходные суда Devis, Hoegh Hood, Rodi, Trocas, Volo и танкеры Plumleaf и Pontfield, в охранении пришедших ранее на Мальту трёх из корветов: Hyacinth, Peony, Salvia, отплыл с Мальты чуть ранее, в 07:00. По плану, крейсера Gloucester и Southampton, а также эсминец Diamond должны были присоединиться к этому конвою, но обстоятельства помешали этому. Соединение «D»: крейсера Ajax, Orion, Perth и York присоединилось к нему утром. Уже в полдень Ajax отделился, уйдя на встречу с Соединением «X». В сумерках, также, отделились Orion и Perth, ушедшие на соединение с основными силами флота. В охранении конвоя остался только крейсер York, поскольку корветы также ушли, в бухту Суда.
- быстроходный конвой «ME-5½» из двух порожних судов: Lanarkshire и Waiwera, вышел с Мальты в 11:00, вскоре после прибытия туда конвоя MW-5½. В сопровождении конвоя вступили крейсер ПВО Calcutta и эсминец Diamond, ранее сопровождавшие прибывший конвой. Конвой пошел на соединение с коновоем «Excess». Но почти сразу же Calcutta отделилась, догоняя конвой «ME-6».
- в 12:00 Мальту покинул, вышедший из дока, эсминец Janus, который пошел на соединение с эскортом основных сил флота.

#### Атаки на флот. Повреждение Illustrious
Главные силы флота были обнаружены вражеской авиацией в 09:30, которая сообщила о нём в 10:15. В 11:27 сопровождавший флот разведывательный самолет был сбит Фулмарами с авианосца Illustrious над островом Линоза.
В 12:23, состоялась первая атака на флот, когда два торпедоносца S.79 из состава 279° эскадрильи, ведомые капитаном Орацио Бернардини (Orazio Bernardini) и тененте Анжело Капонетти (Angelo Caponetti) сбросили с дистанции 2500 метров две торпеды, прошедшие за кормой линкора Valiant. Эти самолеты были обстреляны малокалиберной зенитной артиллерией линкоров, но без результата. Однако 4 Фулмара из 806-й эскадрильи преследовали торпедоносцы более 20 миль, серьезно повредив самолет тененте Капонетти. Искалеченный самолет разбился при посадке на аэродроме Трапани, два члена экипажа погибли. Эта атака хоть и оказалась безрезультатной, но отвлекла на себя силы воздушного патруля.
3 больших корабля перестраивались после этой атаки, когда радарами кораблей было обнаружено приближение большого соединения самолетов. Офицер управления полетами «Илластриеса» немедленно отозвал истребители, приказав им держатся непосредственно над соединением, однако 2 из них сообщили, что полностью истратили боеприпасы, а ещё 2 — почти израсходовали. Поэтому в 12:34 Illustrious развернулся против ветра (на курс 210°) и поднял 4 «Фулмара» и 2 «Суордфиша», чтобы сменить истребители и противолодочное патрулирование. В 12:35 на кораблях флота были замечены большие группы самолетов приближающихся с севера. Они были опознаны как Ju.87 с немецкими опознавательными знаками. Фактически, это были 43 Ju.87R из состава II./StG2 (командир майор Вальтер Эннекерус) и I./StG1 (командир гауптман Пауль-Вернер Хоццель), в сопровождении 10 Bf.110 из II./ZG26.
10 «Штук» отделились от общего строя и атаковали линкоры. Эти самолеты выполняли отвлекающую роль и в ходе их атаки одна из бомб попала в носовую часть линкора Warspite вызвав небольшие повреждения правого якоря и клюза.
Остальные самолеты на высоте около 4000 метров описали круг над авианосцем и заняли позицию за кормой у британцев. В 12:38 они начали свою атаку на Illustrious. Звеньями по 3 самолета они вываливались из общего строя и выполняли совместную атаку звеном: один самолет с кормы и по одному с каждого борта. Иногда они пикировали прямо с 4000 метров, сбрасывая бомбы с высоты 500 метров. Иногда они опускались до 1800 метров перед тем, как начать пикирование и сбросить бомбы. Временами это происходило на высоте 250—300 метров. Адмирал Каннингем, следя за атакой с мостика, вспоминал:

«Без сомнений, мы имели дело с настоящими специалистами. Самолеты образовали большой круг над нашим соединением. Мы не могли не восхищаться их умением и меткостью. Один за другим они вываливали из строя, выходя в атаку. Самолеты сбрасывали бомбы в упор. Когда они выходили из пике, некоторые из них пролетали вдоль полетной палубы „Илластриеса“ ниже уровня его дымовой трубы, время от времени она полностью скрывалась за лесом больших всплесков от разрывов бомб».

Атака длилась не более 10 минут. Минимум два вражеских самолета были сбиты в результате зенитного огня. Тем не менее, первая бомба попала в авианосец в 12:38 Она прошла через платформу зенитного «пом-пома» S1 левого борта, повредив саму установку и убив двух человек из расчета. После этого она пробила спонсон, ударилась о бортовую броню и упала в воду, так и не взорвавшись.
Почти одновременно авианосец получил и первое прямое попадание. Бомба попала в носовую часть, у самого среза палубы. Она прошла через одну из кают, пробила борт и взорвалась в 3 метрах над водой под левой скулой авианосца, нанеся осколками значительные повреждения и вызвав затопление ряда носовых отсеков.
Третья бомба, возможно меньшего калибра, едва не задев мостик, попала в «пом-пом» S2 правого борта, убив большую часть его расчета. Повреждения самой установки были невелики, однако вспыхнули доставленные боеприпасы. Взрыв этой бомбы вызвал падение стрелы подвижного крана, которая рухнув заклинила «пом-пом» S1. Её осколками так же были перебиты кабели электропитания обеих установок.
Вскоре после этого, почти одновременно, попали ещё 2 бомбы. Первая попала в край кормового подъёмника ближе к переднему правому углу, пробила платформу и взорвалась на дне колодца. Вторая попала в тот же подъёмник ближе к левому краю и взорвалась. В этот момент платформа подъёмника была на полпути между палубой ангара С и полетной палубой, поднимая «Фулмар». В результате сдвоенного взрыва самолёт стоявший на подъёмнике просто исчез, вместе с пилотом. 9 «Суордфишей» и 4 «Фулмара», находившиеся в ангаре, сгорели. В результате взрывов и пожара корабль между 162 и 166 шпангоутами был выпотрошен до броневой крыши рулевого отсека. Осколки перебили электрические провода идущие к элеваторам боеприпасов, а также, и что более важно, к рулевым моторам.
Полученные повреждения усугубил близкий разрыв бомбы возле правой раковины, затопивший ряд отсеков и повредивший само рулевое управление, заклинив руль в положении «лево на борт». Вследствие этого, корабль потерял управление и начал описывать круги. Тем временем, пожарные партии опустили огнеупорные завесы и приступили к тушению огня.
Около 12:42 шестая бомба попала в полетную палубу чуть левее диаметральной плоскости на середине расстояния между островной надстройкой и задним подъёмником. Бомба пробила броню и взорвалась в полуметре над ангарной палубой, в которой появилась дыра площадью около 6 м², а сама палуба просела на 10 сантиметров. Эта бомба вызвала большие разрушения, выгнув дугой платформу носового подъёмника. Через образовавшееся отверстие устремились потоки воздуха, раздувая пожар в ангаре C. Платформа кормового подъёмника была буквально выбита наружу. Металлические огнеупорные завесы были разбиты на куски, их осколки вызвали множественные жертвы среди членов пожарных партий, убив, в том числе, командира пожарной партии. К счастью, пожар не распространился на ангар В, хотя по нему и прокатилась ударная взрывная волна. Были повреждены элеваторы башен 114-мм орудий, один снаряд взорвался прямо в беседке.
Дополнительные повреждения были вызваны ещё двумя близкими разрывами. Первый, по левому борту, в районе установок «пом-помов» вызвал пожар в кают-компании старших матросов и повредил электропроводку. Большой осколок этой бомбы попал в островную надстройку и обрубил провода питания, идущие к радару, репетирам гирокомпаса и 50-см сигнальным прожекторам. Второй, по правому борту, вызвал пожар в кают-компании морской пехоты.
Всего, в ходе этой атаки, авианосец получил 6 прямых попаданий и 3 близки разрыва авиабомб. На фоне их воздействия, почти незамеченным прошло падение сбитого Ju.87 прямо в шахту кормового подъёмника. Однако пылающие обломки его фюзеляжа вызвали дополнительные потери. Хотя машинные и котельные отделения остались целыми, дым и газы от пожаров, бушующих наверху, оказались достаточно опасны. Втяжная вентиляция подавала их к котлам, что не только ухудшало сгорание топлива, но и делало обстановку в котельных отделениях почти невыносимой. Кочегары были вынуждены обматывать головы мокрыми тряпками и постоянно пить воду из вспомогательных насосов, чтобы утолить жажду, вызванную страшной жарой. Палубы над головой у них раскалились почти докрасна, но кочегары отважно оставались на своих постах почти 2 часа. Командир корабля, капитан 1 ранга Бойд был вынужден отметить:

«Отвага и чувство долга машинной команды были великолепны».

Illustrious выкатился из строя и неуправляемый, начал нарезать круги, в то время как основной флот был вынужден держать расстояние от авианосца для предотвращения столкновения. Поскольку Illustrious лишился возможности проводить взлетно-посадочные работы, то все находящиеся в воздухе на тот момент самолеты (8 Суордфишей и 5 Фулмаров) получили приказ сесть на Мальте, куда они все и прибыли, за исключением одного Суордфиша и одного Фулмара — самолет суб-лейтенанта I.L.F. Lowe, радиатор на котором был пробит стрелками Ju.87. Экипаж Суордфиша и пилота Фулмар подобрали (последнего взял на борт эсминец Jaguar), но летный наблюдатель Фулмара R.D. Kensett — погиб.
В ходе воздушного боя истребители Фулмар, с авианосца, записали на свой счет 4 сбитых «Юнкерса». По победе зачислили на счет лейтенанта W.L.L. Barnes и суб-лейтенантов S.G. Orr, J.M.L. Roberts и A.J. Sewell. В то же время, немцы фактически потеряли только 3 самолета, правда вместе с ними погиб один из первых в люфтваффе кавалеров Рыцарского креста лейтенант Герхард Гренцель из состава I./StG1. Эта же группа потеряла и самолет унтер-офицера Карла Ягерманна (Karl Jagermann). Третьим сбитым оказался самолет лейтенанта Гельмута Лееша (Helmut Leesch) из 5./StG2. Ещё один самолет, из состава II./StG2, совершил вынужденную посадку в Кастельветрано. Всего, британцы в ходе этого боя заявили сбитыми 6 Ju.87 и ещё 1 поврежденным. Немцы также не отстали, завышая свои воздушные победы. 2 Фулмара были заявлены пилотами Bf.110 из II./ZG26, сопровождавшими «Штуки», но по британским данным был потерян только один самолет, хотя ещё несколько и имели повреждения.
К 13:03 на Illustrious была введена в действие паровая рулевая машина, и корабль снова смог управляться. В 13:13 его скорость была увеличена до 26 узлов. В 13:30 авианосец находился в 10 милях на северо-восток от линкоров, а те, в свою очередь — на таком же расстоянии к югу от конвоя «Excess». Появившиеся итальянские горизонтальные бомбардировщики перед атакой разделились. 7 самолетов атаковали линкоры, ещё 7 — Illustrious, 3 — конвой. Самолеты сбросили бомбы с высоты около 5000 метров, но попаданий не добились.
Из поступивших рапортов капитану Бойду стало ясно, что его корабль находится в серьезной опасности. Языки пламени поднимались из шахты кормового подъёмника, и вся кормовая часть корабля представляла собой огненный ад. Командир принял решение на возможно полной скорости идти на Мальту. Адмирал Каннингем согласился с этим решением. Для сопровождения поврежденного авианосца были выделены эсминцы Hasty и Jaguar. В 13:35 поврежденное рулевое управление авианосца снова отказало, и ещё около часа он выписывал петли. Только в 14:48, корабль, управляясь машинами, смог пойти курсом 110° на скорости в 14 узлов.
Между 16:00 и 17:00 состоялась вторая атака пикировщиков на Illustrious и флот, состоявшая примерно из 20 самолетов. Когда в 16:10 противник атаковал авианосец, пожарные партии внутри него предпринимали героические усилия, чтобы взять огонь под контроль. На этот раз 13 Ju.87 в сопровождении 5 истребителей ринулись на поврежденный корабль, собираясь добить его. Но пилотами этих «Юнкерсов» были менее опытные итальянцы из недавно сформированной 237° эскадрильи. Их встретили прилетевшие Фулмары Illustrious’а, которые дозаправившись на Мальте смогли принять участие в бою. Лейтенант W.L.L. Barnes и суб-лейтенант S.G. Orr смогли повредить по одному Ju.87.
Только 9 вражеских самолетов смогли выйти в атаку на авианосец. Её отражали 5 из 6-и пом-помов и носовые башни 114-мм орудий. Электрическое питание элеваторов кормовых башен, поврежденное взрывом на кормовом подъёмнике, не удалось восстановить. Как и ранее, атакующие самолеты заходили с кормы, с обеих раковин и с правого траверза. Но, как отметил капитан Бойд, эта атака не была «так же хорошо скоординирована и решительно выполнена, как предыдущая». Атака на линейный флот, в основном, сосредоточилась на Valiant'е, на котором от осколков был убит один и ранены 2 человека. В ходе этой атаки зенитчики флота записали на свой счет 4 победы.
Тем не менее, 1 прямое попадание и 2 близких разрыва причинили дополнительные повреждения и вызвали новые жертвы. Поразившая корабль бомба снова попала в колодец кормового подъёмника. При взрыве она убила или ранила всех людей в офицерской кают-компании. Кормовая часть корабля погрузилась во тьму. Многие пожарные так же погибли, но ударная волна погасила некоторые пожары. Через несколько секунд близкий разрыв позади кормы снова повредил затопленное рулевое отделение и перебил всех в импровизированном лазарете на кватердеке. Второй близкий разрыв произошел напротив мостика с правого борта, но дело ограничилось поверхностными осколочными повреждениями.
В 16:31 противник удалился, но борьба с пожарами продолжилась. Какое-то время пожары угрожали одному из погребов, который пришлось затопить. Illustrious прошел остров Фильфла в 17:30, делая 17 узлов, хотя пожар на нём в это время все ещё горел. В 19:20, когда израненный корабль находился всего в 5 милях от входа в Гранд-Харбор, противник предпринял последнюю попытку потопить его. Солнце село час назад, и взошла луна. В это время со стороны моря подкрались 2 торпедоносца. Их встретила плотная завеса огня с авианосца и обоих эсминцев сопровождения. Самолеты предпочли не приближаться к кораблям.
Illustrious был встречен у протраленного канала буксиром с Мальты, в 21:04 пройдя мимо маяка Сент-Эльмо на входном молу. В 22:15 он пришвартовался у причала Парлаторио. Пожары удалось погасить уже на Мальте, в районе трех часов ночи, когда корабль стоял в доке.
Авианосец получил всего 7 бомб. Одна из них не взорвалась, ещё одна взорвалась рядом с корпусом корабля, уже после попадания. Кроме того, 5 бомб разорвались рядом в воде, а в палубу врезался 1 сбитый самолет. 4 бомбы попавшие в район кормового подъёмника превратили корму корабля в настоящие руины, разрушив все небронированные конструкции. Бомба, пробившая броню, взорвалась позади машинного отделения. Несколько осколков пробили водонепроницаемую переборку, но этим все и ограничилось. Повреждения рулевого управления вызвали серьезные неудобства, но не более того. Аварийные партии работали великолепно, несмотря на потери. Особо отмечался подвиг кочегаров, без действий которых, корабль мог лишится хода в самый критический момент.
Однако атака бомбардировщиков вызвала тяжелые потери в личном составе. Погибли 83 офицера и матроса, 60 были серьезно ранены, 40 — легко. (По другим данным, потери экипажа составляли 126 человек убитыми и 91 ранеными).
В то время, как флот выдерживал атаки самолетов противника, Gallant, буксируемый кормой вперед, со своим сопровождением давал стабильные 6,5 узлов. В 16:00 эти корабли находились в точке 36°11′ с. ш. 12°56′ в. д..
Движение конвоев проходило в соответствии с планом, и отделившееся судно Essex в сопровождении эсминца Hero, благополучно прибыло на Мальту в 20:45.
В связи с задержками атакованного линейного флота, Легким силам вице-адмирала Придхэм-Уиппела было приказано оставаться к северу от конвоя «Excess» на позиции 34°35′ с. ш. 14°52′ в. д.. Конвой «ME-6» в это время делал 9,5 узлов.
В 22:22 итальянская подводная лодка Ruggiero Settimo обнаружила 2 легких крейсера (из 7-й эскадры крейсеров) и даже выпустила 2 торпеды с расстояния 1400 метра, тут же погрузившись. Но никаких результатов этой атаки не последовало.
Вскоре после окончания атак на флот, Каннингем, с Соединением «A» повернул на восток, пройдя без дальнейших инцидентов последовательно через позиции 35°40′ с. ш. 14°10′ в. д. в 18:00 и 35°18′ с. ш. 13°35′ в. д. в 22:00, в последней он двигался генеральным курсом 90°.

### 11 января, суббота
В 01:00 Каннингем находился на позиции 35°20′ с. ш. 15°26′ в. д., двигаясь курсом в 80°, а в 08:00 был на позиции 35°52′ с. ш. 18°09′ в. д.. Конвой «Excess» в 08:00 находился на позиции 35°28′ с. ш. 18°00′ в. д.. Флот оставался вблизи этого конвоя в течение оставшегося дня, пройдя в полдень точку 36°06′ с. ш. 19°27′ в. д..
В 04:00 из Специи выходил итальянский флот, основу которого составляли линкоры «Витторио Венето» и «Андреа Дориа». Последний недавно вступил в строй и ещё не прошел курса боевой подготовки, а следовательно, не был полностью боеготов. Корабли пошли к Мессинскому проливу, поскольку было получено сообщение о повреждении британского авианосца, уничтожение которого планировалось провести крейсерами 3-й дивизии (тяжелые крейсера Больцано, Тренто и Триесте — вышли из Мессины накануне вечером), а линкоры обеспечить их прикрытие. Однако уже вскоре было установлено, что авианосец достиг Мальты и уже в 14:00 линкоры вернулись в базу. Это была единственная попытка итальянского флота противодействию операции крупными боевыми кораблями.
В 15:00 командующий британской 3-й крейсерской эскадры, покинувший Gallant у Мальты в 05:00, сообщил Каннингему, что Gloucester и Southampton атакованы в точке 34°54′ с. ш. 18°24′ в. д. 12-ю пикирующими бомбардировщиками, которые предприняли неожиданную атаку со стороны солнца, в ходе которой, оба корабля был повреждены. После атаки Southampton двигался курсом 105° на 22 узлах. В 16:05 он же донес, что Southampton потерял ход. В связи с этим, в 16:30 курс флота был изменён в 210°, чтобы прикрыть 3-ю крейсерскую эскадру, а в 16:45 от флота отделились Orion, Perth, Jervis и Janus для оказания помощи поврежденным кораблям.
Примерно в 18:00 в точке 36°08′ с. ш. 20°50′ в. д. конвой «MW-5½» отделился от конвоя «Excess», чтобы пройти южнее Крита. «Excess» же пошел через пролив Элафонисос. Конвой «ME-5½» продолжил движение самостоятельно и присоединился к конвою «ME-6».
Из-за нехватки топлива эсминцы Juno и Nubian были посланы в состав сил сопровождения конвоя, а эсминец Hero, отводивший на Мальту Excess, присоединился к эскортным силам флота. Mohawk и Griffin, сопровождавшие Gallant на Мальту (последний прибыл туда на буксире Mohawk в 11:30), вышли по приказу командующего базой в 17:00 на высокой скорости на помощь 3-й крейсерской эскадре. В 18:19 командир эскадры сообщил, что мало шансов взять под контроль пожары в машинном отделении и башне «X» Southampton'а. В 19:06 он сообщил, что был вынужден покинуть корабль и затопить его. Каннингем одобрил это решение.

#### Гибель крейсераSouthampton
После атак накануне, на Сицилии остались бомбы для вооружения только 12 «Штук». Ими и вооружили 12 Ju.87R из состава II./StG2 Вальтера Эннекеруса, вылетевшие на атаку британских крейсеров. Поскольку экипажи пикирующих бомбардировщиков ещё не имели достаточных навыков длительных полетов над морем, а сами самолеты действовали на пределе своего боевого радиуса действия, роль самолета наведения выполнял Не.111 из II./KG26.
Атака для британцев оказалась совершенно внезапной, поскольку корабли, как они считали, что находятся за пределом радиуса действия «Штук», а также, учитывая совершенно ясное небо. Соединение в это время двигалось со скоростью 24 узла. Атака была проведена очень энергично, несмотря на плотный зенитный огонь открытый с обоих кораблей. Самолеты заходили со стороны солнца. В ходе атаки, один из вражеских самолетов был сбит зенитным огнем, второй поврежден и совершил вынужденную посадку у борта эсминца Diamond.
Gloucester отделался сравнительно легко: 250-кг авиабомба попала в башенку носового директора главного калибра, оторвав его заднюю стенку и повредив дальномер, пробила несколько палуб и застряла в помещении метеорологического поста, но не взорвалась. Близкий разрыв другой бомбы причинил лишь незначительные повреждения от осколков. Жертвами на борту Gloucester стали 1 офицер и 8 нижних чинов убитыми и 14 человек ранеными.
Southampton в 15:20 поразили две или три бомбы со взрывателями замедленного действия.
Первая пробила кормовую надстроечную палубу и взорвалась в помещении главной радиорубки, вызвав обширные разрушения. Была нарушена водонепроницаемость большинства дверей; погреб башни «Y» оказался затопленным, однако кингстоны затопления погребов башни «X» и зенитной артиллерии заклинило; возникший из-за растекшейся нефти пожар быстро охватил всю кормовую надстройку. Но на крейсера повторилась ситуация, случившаяся сутками ранее на авианосце — удар коснулся кают-компании, где погибли 27 офицеров, находившихся на чаепитии. Большие потери в офицерах, сильно осложнили последующую борьбу за живучесть.
Вторая (возможно бомб было две, учитывая последствия попадания) бомба попала в самолетный ангар левого борта и взорвались в кубрике петти-офицеров над носовым котельным отделением, что привело к новым ужасным разрушениям и серьезным потерям в личном составе. Броневая палуба была пробита, у одного из котлов оторвало трубку пароперегревателя, в результате чего котельное отделение заполнилось раскаленным паром, и его пришлось покинуть. В машинном отделении также бушевали пожары. Серьезные повреждения Southampton и потери экипажа, сделали борьбу за живучесть крайне сложной задачей. Поврежденный крейсер сначала продолжал двигался со скоростью 20 узлов, однако оставление котельного отделения привело к потери электроэнергии, а в 16:40 корабль полностью лишился хода. Налеты высотных бомбардировщиков, без дальнейших последствий для кораблей, продолжались с перерывами до 16:30, а отслеживание перемещения эскадры продолжалась до заката.
Потеря электроэнергии привела к остановке пожарных насосов на Southampton. Несмотря на упорную борьбу с пожарами, огонь быстро вышел из-под контроля. Вскоре после 19:00, когда пламя подбиралось к артиллерийским погребам, командир корабля отдал приказ оставить корабль. Уцелевшие с Southampton'а были переправлены на Gloucester и Diamond. Gloucester, принял 33 офицера и 678 нижних чинов, из которых 4 офицера и 58 нижних чинов были ранены, а Diamond принял на борт 16 раненых нижних чинов. После чего Gloucester и Orion добили Southampton торпедами (по разным данным одной и четырьмя соответственно или двумя выпущенными Orion). В 20:50 горящий «Саутгемптон» затонул. С кораблем погиб 81 человек (по другим данным 52, из которых 27 были офицерами и 87 раненными).
После гибели Southampton'а, Каннингем в 21:00, находясь в точке 35°12′ с. ш. 19°44′ в. д., изменил курс до 100°, назначив рандеву всем соединениям на 08:00 12 января в точке 34°40′ с. ш. 23°10′ в. д..

### 12 января, воскресенье
В 01:00 Каннингем был на позиции 35°05′ с. ш. 20°40′ в. д., а в 08:00 все соединения, включая Соединение «X», собрались в ранее указанной точки рандеву. После чего Каннингем вместе с Warspite, Valiant, Gloucester, Jervis, Janus, Greyhound, Diamond, Voyager, Hero и Defender пошел в Александрию. Командующий легкими силами и 7-й крейсерской эскадрой Придхэм-Уиппел: York, Mohawk, Griffin и Соединение «X» направились в бухту Суда на дозаправку.
Конвой «Excess» в 12:00 прибыл в Пирей.

### 13 января, понедельник
В 02:30 Orion и Perth прибыли в Пирей и начали погрузку на борт пассажиров, прибывших конвоем «Excess». Крейсера снова вышли на Мальту в 06:00. Командующий легкими силами Придхэм-Уипелл предупредил командующего Мальтийской базой, что крейсера проследуют проливом Китера к северу от банки Медина через точку 33°30′ с. ш. 14°10′ в. д. и запросил истребительное прикрытие.
Воздушная разведка доносила, что в Неаполе находятся 2 крейсера и три эсминца. А в море были обнаружены два конвоя на позициях 37°39′ с. ш. 11°44′ в. д. и 35°02′ с. ш. 11°46′ в. д.. Самолеты 830-й эскадрильи не могли быть посланы для их атаки из-за неблагоприятных погодных условий.
Конвои «ME-5½» и «ME-6» прибыли в Александрию без потерь.

### 14 января, вторник
Orion и Perth прибыли на Мальту утром. Perth был вынужден остаться на острове из-за неисправности машин, а Orion вместе с Bonaventure и Jaguar тут же отплыли. Последние два корабля были отосланы в Александрию, чтобы снизить концентрацию кораблей попадающих под воздушные атаки на Мальте.

### 15 января, среда
Шедшие с Мальты корабли встретились в море с командующим 1-й линейной эскадрой остававшимся в море на Соединении «X», после чего все корабли проследовали в бухту Суда.

### Illustrious-blitz
Illustrious находился на Мальте с 10 по 23 января, производя минимальный ремонт, позволяющий выйти в море. Люфтваффе приложило особые усилия для уничтожения поврежденного авианосца. В течение этого периода на корабль было произведено множество безрезультатных налётов, первый из которых состоялся 13 января. Две масштабных бомбовых атаки были проведены 16 января: в ходе этих атак корабль получил очередное попадание в корму, на которую и так приходились основные повреждения от предыдущих атак. В ходе этих атак был легко поврежден крейсер Perth, который в тот же день ушел в Александрию (прибыл 18 января).
Следующая атака на Illustrious, 19 января, снова привела к повреждениям и частичному затоплению.
Когда Illustrious покидал Мальту в 18:46 23 января, никто не мог сказать, какую скорость выдадут его машины. Корабль отправился на юг, чтобы держаться как можно дальше от сицилийских авиабаз, где базировались немецкие пикирующие бомбардировщики. Сначала скорость корабля была 25 узлов, которую он поддерживал в течение шести часов, затем она упала до 21 узла, но 24 января её удалось поднять до 23 узлов. С этой скоростью авианосец благополучно пришёл в Александрию в 13:00 25 января, с остатком топлива в 60 тонн.
На переходе с Мальты авианосец сопровождали эсминцы Greyhound, Janus, Jervis и Juno, посланные для этой цели из бухты Суда. На конечном этапе перехода в Александрию предусматривалось прикрытие флотом в составе линкоров Barham и Valiant, крейсера Perth и эсминцев Diamond, Griffin, Hasty, Mohawk, Nubian и Stuart. Соединение не нашло в море авианосец, поскольку его скорость была значительно больше, чем ожидалось.

## Итоги операции
По итогам операции Британцы потеряли потопленным легкий крейсер Southampton, тяжело поврежденными авианосец Illustrious и эсминец Gallant. Авианосцу удалось спустя некоторое время добраться до Александрии, а позже уйти на ремонт в США. Авианосец вышел из строя на целый год, для его замены, британцам понадобилось срочно перебрасывать в состав Средиземноморского флота авианосец Formidable. Эсминец же, несмотря на то, что его удалось успешно отбуксировать на Мальту, встал на длительный ремонт из которого так и не вышел, а весной 1942 года он был затоплен во время очередного налета авиации Оси на Мальту. Легкие повреждения получил ряд кораблей британского флота. За все это страны Оси заплатили двумя десятками самолетов и потопленным миноносцем. Но несмотря на все эти вроде бы очевидные успехи, британцам без потерь удалось довести до мест назначения все транспортные суда, что в конечном счете, и являлось целью операции.